# Lucien Mettomo
Lucien Mettomo (* 19. April 1977 in Douala) ist ein ehemaliger kamerunischer Fußballspieler. Neben der kamerunischen Staatsbürgerschaft besitzt er auch die französische Staatsbürgerschaft.
Der Abwehrspieler begann seine Karriere in seinem Heimatland bei Ocean Kribi. 1995 wechselte er zum französischen Klub AS Saint-Étienne, für den er drei Jahre später erstmals in der Ligue 2 zum Einsatz kam. In dieser Saison kam er insgesamt auf 33 Einsätze und erzielte dabei sieben Tore, wodurch er einen großen Anteil am Aufstieg des Vereins hatte. In den nächsten beiden Saisons verlor er bei Saint-Etienne seinen Stammplatz in der Abwehr und erlebte auch den Abstieg in der Saison 2000/2001 aus der Ligue 1 mit. Nach fünf Spieltagen in der Ligue 2 wechselte Mettomo auf die britische Insel zu Manchester City. Für den Premier-League-Klub spielte er in seinem ersten Jahr 23 mal. Nachdem er jedoch in der folgenden Saison nur noch als Ersatzspieler fungierte, wechselte er zu Beginn der Saison 2003/2004 erneut, diesmal zum deutschen Verein 1. FC Kaiserslautern. Bei den roten Teufeln kam er in seinen ersten beiden Spielzeiten zu insgesamt 32 Einsätzen und erzielte dabei zwei Tore. Für die Rückrunde 2005/06 wurde er zum türkischen Erstligisten Kayseri Erciyesspor ausgeliehen. Am 26. Juli 2006 unterschrieb Mettomo beim Schweizer Super-League-Verein FC Luzern einen 2-Jahres-Vertrag. Im Sommer 2007 erschien Mettomo nicht zum Trainingsbeginn und weigerte sich, weiterhin für den FC Luzern zu spielen. Im September 2007 fand er mit dem englischen Verein FC Southampton einen neuen Arbeitgeber.
In der kamerunischen Nationalmannschaft feierte er sein Debüt 1997 gegen Nigeria. Mit den unbezähmbaren Löwen gewann er die Afrikameisterschaften 2000 und 2002; 2004 war er ebenfalls im Aufgebot. Zudem erreichte er 2003 das Finale des Konföderationen-Pokals. Auch bei der Weltmeisterschaft 2002 stand Mettomo im Aufgebot Kameruns, wurde allerdings beim Vorrundenaus seines Landes nicht eingesetzt. Insgesamt absolvierte er 36 Länderspiele für sein Land.